# メヌマ
株式会社メヌマは、東京都墨田区に本社を置く企業。社名は創業者の出身地である埼玉県の妻沼（めぬま）町に由来する。

## 沿革
（特記なき箇所の出典は「熊谷デジタルミュージアム」に基づく）
- 1910年（明治43年）- 井田友平が東京市本所区本所緑町（現・東京都墨田区緑）に井田京栄堂を設立。
- 1917年（大正6年）- 東京市本所区緑町2丁目（現・東京都墨田区緑2丁目）に工場建設。メヌマポマードの製造開始。
- 1924年（大正13年）- 井田京栄堂卸部を弟・幸八郎の井田両国堂に移譲。
- 1927年（昭和2年）- 大阪市東区和泉町（現・大阪市中央区和泉町）に支店を開設。
- 1931年（昭和6年）- 墨田区立川に工場新設。
- 1945年（昭和20年）- 戦災により工場・店舗焼失。
- 1946年（昭和21年） - 千代田区富士見町の仮営業所で生産を再開。
- 1948年（昭和23年）- 株式会社メヌマに改称。
- 1954年（昭和29年） - 墨田区立川の工場跡に新工場と事務所を再建。
- 1964年（昭和39年）- 創業者・井田友平が財団法人井田育英会を設立[2]。
- 1965年（昭和40年）- 創業者・井田友平が死去。

## 商品
- メヌマポマード